# オールバニ (西オーストラリア州)

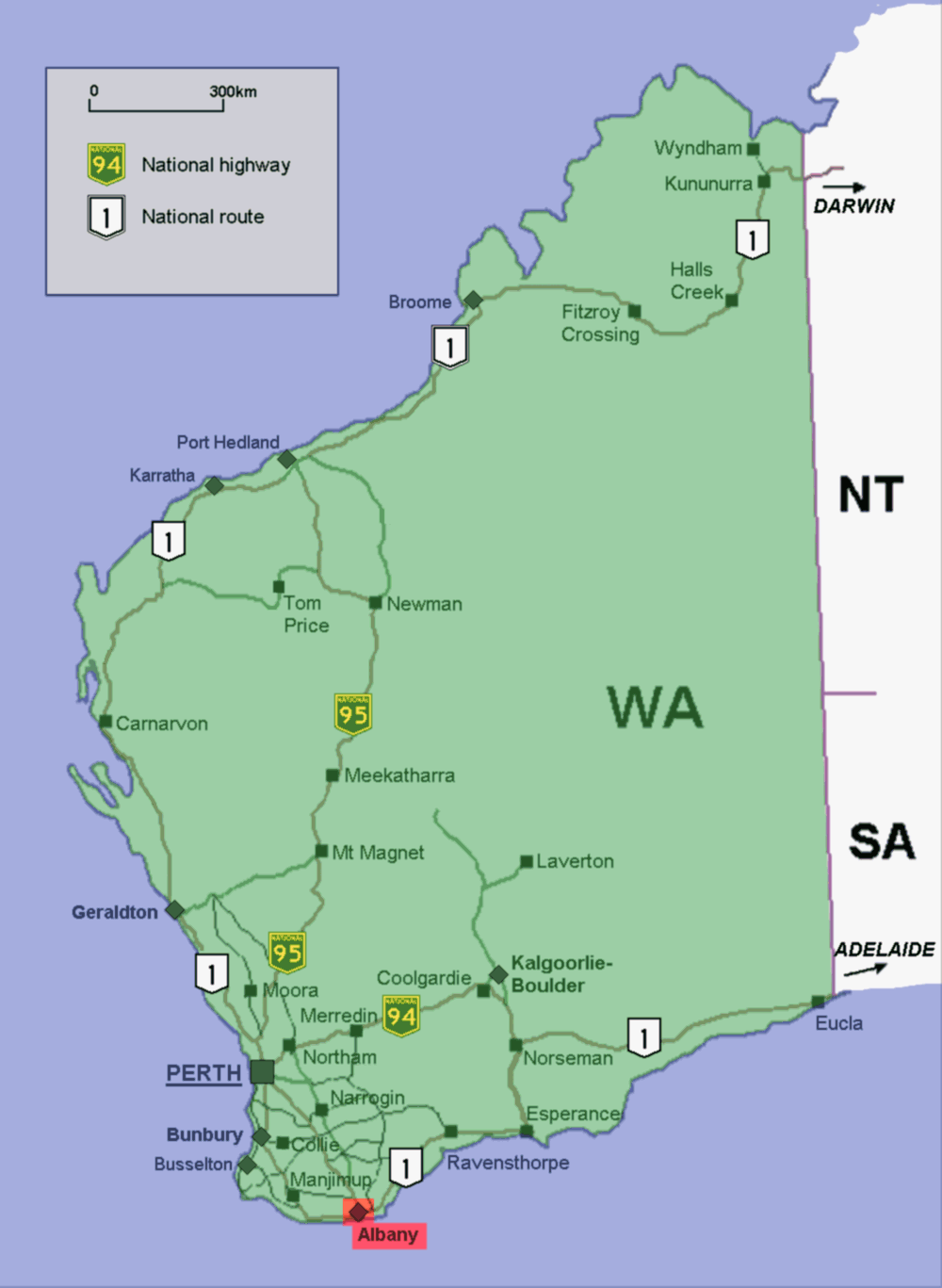
オールバニの位置

オールバニ、またはアルバニー (Albany) は、オーストラリア・西オーストラリア州の南部に位置し、グレート・サザン地域に属する港湾都市である。州都パースから南東に約400kmの距離にある。

## 概要
人口は約3.4万人で、州第5位。市中心部はキングジョージ湾の一部であるプリンセス・ロイヤル・ハーバーの北岸にあたる。
オールバニの歴史は、1827年にイギリス軍によって建設された駐屯地にはじまる。パースの建設(1829年)よりも2年ほど先んじており、西オーストラリア州における最古のヨーロッパ人入植地である。当初はフレデリクスタウンと名付けられた。1831年にスワン川入植地(西オーストラリア州の前身)の一部に編入され、翌年ジェームズ・スターリングによってアルバニーと改称された。
19世紀後半から20世紀初頭にかけて、オールバニは西オーストラリア第一の港を有し、イギリスとの航路の寄港地として、ならびにカルグーリーなど当時ゴールドラッシュに沸いていた東方の金鉱脈への玄関口として賑わった。しかしフリーマントルにおける港湾の建設・拡張により、その重要性は薄れていった。以降アルバニーの主産業は農業と林業へと移り変わり、さらに後年には捕鯨が加わった。
今日においては、よく保護された歴史的遺産と美しい自然環境が多くの観光客を引きつけ、また周辺の観光地を巡る際の拠点としても大きな地位を占める。さらに、第一次世界大戦に参戦する兵士たちがヨーロッパへ向けて出港した地としても知られる。

## 地理

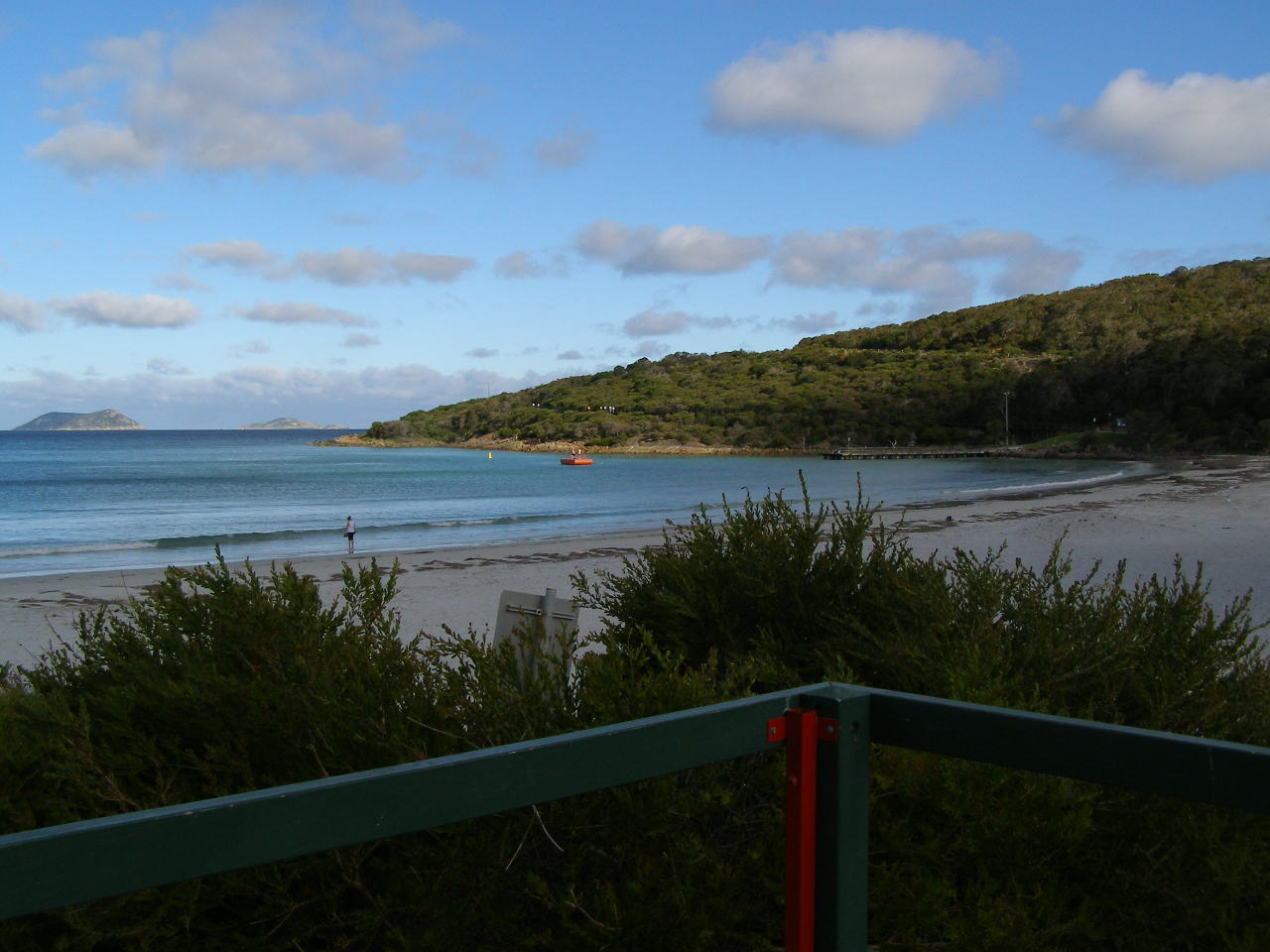
ミドルトンビーチ

市街中心部はメルビル山とクラレンス山の間の丘陵部にあり、プリンセス・ロイヤル・ハーバーを見下ろしている。オールバニの周辺には無数の綺麗なビーチがあり、中心部に最も近いミドルトンビーチをはじめフレンチマンズベイやマトンバード島などが人気である。ただし、岩場などで波にさらわれる人が多いことでも知られており、巨大波もしくは類似の現象との関連が考えられている。パースとはオールバニ・ハイウェイおよび国道1号線で結ばれている。前者は両都市間を直結しており、後者は遠回りではあるものの観光スポットを多く経由する。トランスwaの長距離バスが運行しており、オールバニ・ハイウェイ経由で所要6時間、国道1号線経由便では9時間かかる。

## 気候
アルバニーは地中海性気候(CS)に含まれる。冬の雨はこの気候区分に特徴的なものであるが、オールバニでは3日に2日が雨天、ということが例年の常である。降水量のもっとも多い月は7月であり、年平均降水量は140mmを超える、対して夏は4日に1日しか雨が降らず、2月の年平均降水料はわずか23mmである。2008年11月20日にグレート・サザン地域を襲った暴風雨はオールバニにも大きな被害を与えた。1日の降水量は1877年以来の最高記録となる113.8mmにも達し、市街は洪水に見舞われた。
| オールバニの気候                       | オールバニの気候 | オールバニの気候 | オールバニの気候 | オールバニの気候 | オールバニの気候 | オールバニの気候 | オールバニの気候 | オールバニの気候 | オールバニの気候 | オールバニの気候 | オールバニの気候 | オールバニの気候 | オールバニの気候 |
| 月                                     | 1月              | 2月              | 3月              | 4月              | 5月              | 6月              | 7月              | 8月              | 9月              | 10月             | 11月             | 12月             | 年               |
| -------------------------------------- | ---------------- | ---------------- | ---------------- | ---------------- | ---------------- | ---------------- | ---------------- | ---------------- | ---------------- | ---------------- | ---------------- | ---------------- | ---------------- |
| 最高気温記録 °C （°F）                 | 41.7 (107.1)     | 44.8 (112.6)     | 40.8 (105.4)     | 37.7 (99.9)      | 35.2 (95.4)      | 24.6 (76.3)      | 22.8 (73)        | 27.3 (81.1)      | 30.6 (87.1)      | 36.2 (97.2)      | 41.1 (106)       | 42.2 (108)       | 44.8 (112.6)     |
| 平均最高気温 °C （°F）                 | 22.8 (73)        | 22.9 (73.2)      | 22.3 (72.1)      | 20.9 (69.6)      | 18.6 (65.5)      | 16.6 (61.9)      | 15.8 (60.4)      | 16.3 (61.3)      | 17.3 (63.1)      | 18.5 (65.3)      | 20.4 (68.7)      | 21.8 (71.2)      | 19.5 (67.1)      |
| 平均最低気温 °C （°F）                 | 15.2 (59.4)      | 15.5 (59.9)      | 14.7 (58.5)      | 12.8 (55)        | 10.7 (51.3)      | 9.1 (48.4)       | 8.2 (46.8)       | 8.4 (47.1)       | 9.3 (48.7)       | 10.5 (50.9)      | 12.4 (54.3)      | 14.0 (57.2)      | 11.7 (53.1)      |
| 最低気温記録 °C （°F）                 | 7.8 (46)         | 7.2 (45)         | 6.1 (43)         | 4.8 (40.6)       | 2.4 (36.3)       | 1.7 (35.1)       | 0.1 (32.2)       | 1.6 (34.9)       | 2.0 (35.6)       | 3.4 (38.1)       | 5.6 (42.1)       | 6.7 (44.1)       | 0.1 (32.2)       |
| 雨量 mm （inch）                       | 23.7 (0.933)     | 22.6 (0.89)      | 38.4 (1.512)     | 68.7 (2.705)     | 116.4 (4.583)    | 132.3 (5.209)    | 142.7 (5.618)    | 125.9 (4.957)    | 101.6 (4)        | 78.8 (3.102)     | 45.0 (1.772)     | 30.2 (1.189)     | 929.3 (36.587)   |
| 平均降雨日数                           | 7.9              | 7.6              | 11.0             | 14.1             | 18.1             | 20.0             | 21.5             | 21.0             | 18.3             | 16.3             | 12.2             | 9.5              | 177.5            |
| 出典：Australian Bureau of Meteorology |                  |                  |                  |                  |                  |                  |                  |                  |                  |                  |                  |                  |                  |

## 歴史
ヨーロッパ人の入植より以前、オールバニの周辺地域はアボリジニのヌンガー部族が夏季に狩猟採集活動を行う土地であった。彼らは、この土地を「雨の場所」という意味の「キンジャーリン(Kinjarling)」と呼んでいた。1626年、オランダ人探検家フランソワ・ティッセンはインドネシアへ向かう途中に針路を南に大きく逸れてしまい、その結果この周辺をはじめとしたオーストラリア大陸南岸を初めて訪れたヨーロッパ人となった。彼のような初期のヨーロッパ人探検家は、罠を使って漁をした形跡や、朽ち果てた建物が並ぶ小さな集落の跡地などをカルガン川周辺やエミューポイントなどで発見していた。

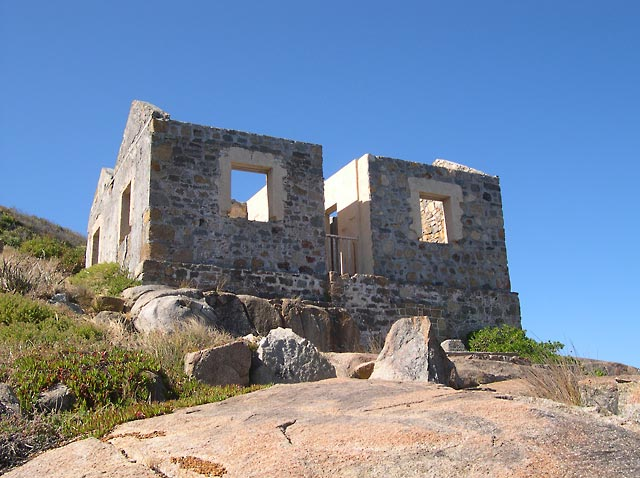
プリンセス・ロイヤル・ハーバーの入り口を見下ろす位置に残る灯台跡

1791年、イギリス人探検家ジョージ・バンクーバーが、後にキングジョージ湾と名付けられる入り江を含めたオーストラリア南岸を探検した。彼は9月26日にオールバニの近くで停泊し、この地についてイギリスの領有を宣言した。彼は現地のアボリジニに対し友好的に接するように努め、良好な関係を築いた。1792年、フランス人航海者ブルニー・ダントルカストーはルシェルシュ(Recherche)とレスペランス(L'Esperance)の2隻の船を率いてルーウィン岬から東進しオーストラリア南岸の海域に入った。彼の艦隊は悪天候に遭い、オールバニの西の島影で錨泊した。1801年、オーストラリア大陸一周を試みていたイギリス人航海者マシュー・フリンダースがキングジョージ湾に入り、そこまでの航海をもとに海図を制作するため一か月ほど滞在した。これらの探検航海により、キングジョージ湾の周辺は入植に適した土地であると徐々に知られるようになっていった。
1826年、この地域への進出を目論んでいたフランスの機先を制するために、イギリス軍人エドモンド・ロッキャーがシドニーより派遣された。同年末に軍艦アミティ(Amity)に乗船した彼の部隊が当地に上陸し駐留を開始した。ロッキャーはさらわれて性奴隷とされていたアボリジニの女性たちを沖合の島より助け出し、グレート・オーストラリア湾でオットセイ狩りに従事していた2人の猟師を犯人として捕らえ、裁判にかけるために東の既存入植地へと送還した。ヌンガー部族の人々はこの行為を褒め称え、以前より結ばれていた先住民とヨーロッパ人探検家との友好関係はより一層確かなものとなった。
当初は、陸軍の最高司令官であったフレデリック・オーガスタスの名前を拝しフレデリクスタウンと呼ばれていたが、1832年初頭、ニューサウスウェールズ州から分離し準州へと昇格していたスワン川入植地の初代総督ジェームズ・スターリングによりアルバニーと改称された。フレデリック・オーガスタスがヨーク・オールバニ公であったことにちなむ。なお、フレデリック・オーガスタスの父ジョージ3世はキングジョージ湾にその名を残している。
1841年にエドワード・ジョン・エアが初めての陸路による西オーストラリア到達行をおこなった際、アルバニーが最終目的地となった。
19世紀末にオーストラリア連邦国家の建設が議論された際には、パースやフリーマントルと違い連邦樹立に賛成の立場をとった。
オールバニの中心であるプリンセス・ロイヤル・ハーバーの港は、メルボルン以西のオーストラリア南岸ならびに西オーストラリアにおける最大の天然港であり、フリーマントル港が拡張されるまでは西オーストラリア随一の水深を誇る港でもあった。そのため、長年にわたりイギリスから西オーストラリアへと向かう外洋船舶の最重要寄港地として、パースを上回る地位にあった。しかし1897年にアイルランド人技師チャールズ・オコーナーがダイナマイトを使用してフリーマントル港の改良事業を行い、西オーストラリア州の玄関口としての栄位をオールバニより奪った。
しかし以降も、新鮮な空気、清らかなビーチ、そして美しいインド洋の風景で、西オーストラリア州の南西地域の代表的都市として繁栄を続けている。

### 第一次世界大戦
第一次大戦に参戦するためヨーロッパへ向かうアンザック(ANZAC：オーストラリアとニュージーランドの連合軍)は1914年10月1日にアルバニーに集結し、11月1日に出港した。
現在、オールバニ中心部にほど近いクラレンス山の山頂部が記念公園となっており、記念碑が建っている。碑は負傷した軍馬に跨るニュージーランド軍兵士を別の軍馬に跨ったオーストラリア軍兵士が抱え上げようとしている大きな銅像であり、その台座には"Lest We Forget"と刻まれている。毎年記念式典がおこなわれ、数千人が参列する。また、アンザックにとっての最初の戦いであるガリポリの戦いにおいて敵将であったケマル・アタテュルクを称え、プリンセスロイヤルハーバーの入り口はアタテュルク海峡と名付けられている。

## 経済

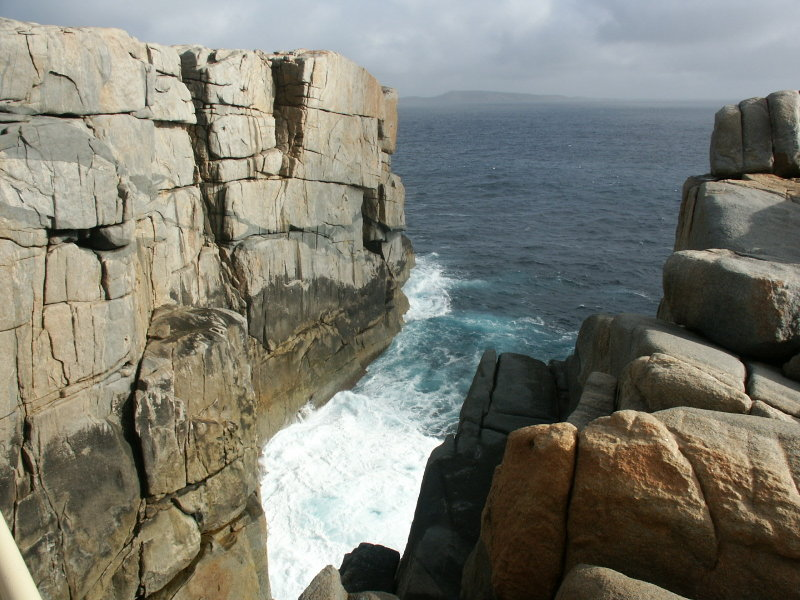
ザ・ギャップ

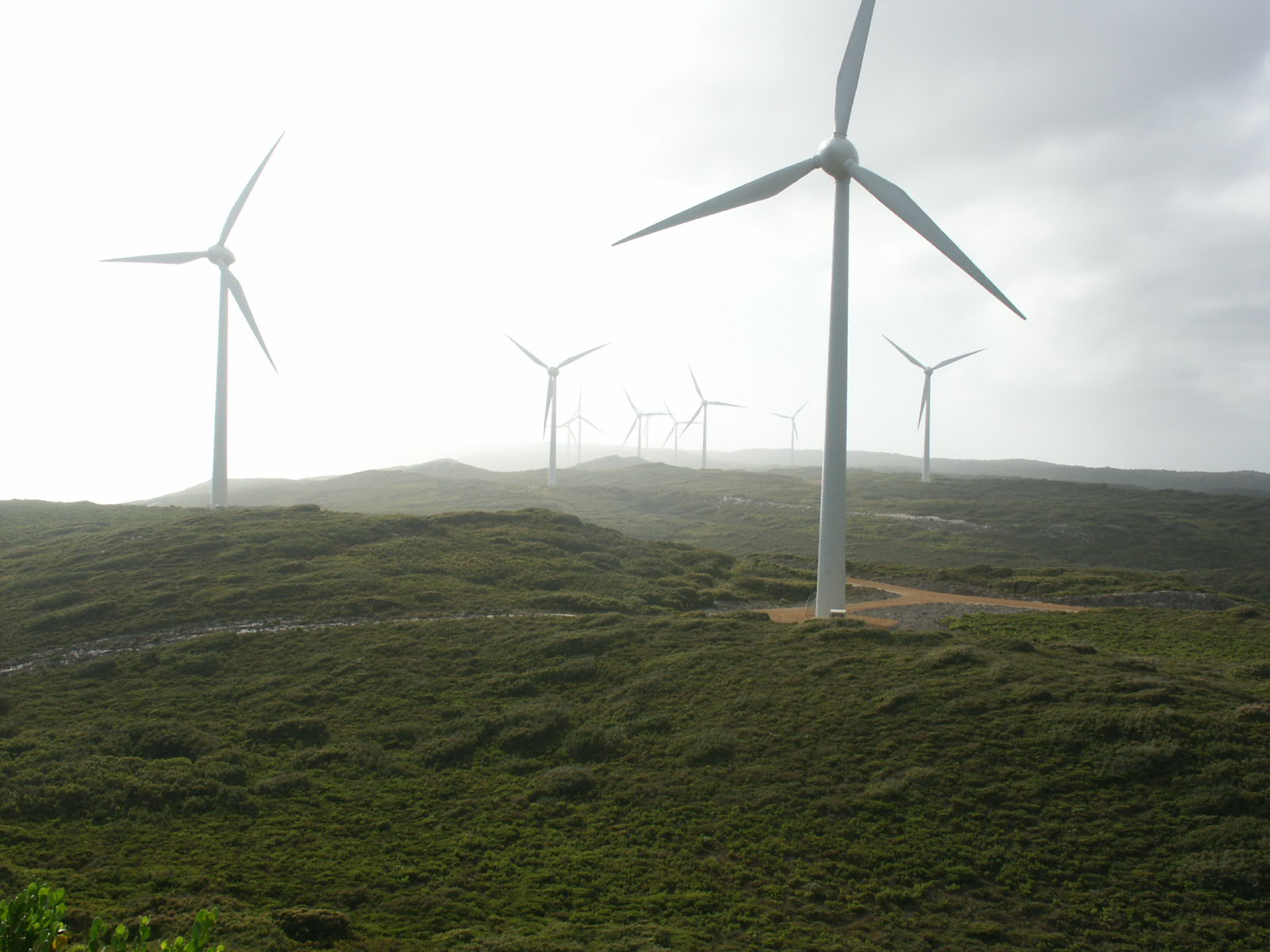
風力発電基地

オールバニの主産業として観光業、漁業、農業が挙げられる。1950年代までは捕鯨産業が産出額的にも雇用的にも主要な地位にあった。オールバニの捕鯨基地は南半球で最後に残された捕鯨拠点であったが、1979年に操業を終え、現在は捕鯨船チェインズ(Cheynes)とともに捕鯨博物館となっている。
博物館、刑務所跡、プリンセスロイヤル要塞跡、西オーストラリア最古の家屋であるパトリックテイラーコテージなど多数の歴史的建造物が存在し、西オーストラリア州での歴史におけるオールバニの重要性を探る絶好の場となっている。ナチュラルブリッジとザ・ギャップに代表される、峻厳にして美しい自然景観も数多く、純白の砂が広がるビーチとともに観光客を集めている。2001年にキングジョージ湾に沈設された駆逐艦パースは、ダイビングスポットとなっている。パースから1000kmに渡って続くウォーキングコース、ビバルマントラックの終点としても知られる。
郊外に風力発電基地があり、12機の風車を有しオーストラリア最大の規模を誇る。南からの強い風を受けて風力タービンを回し、最大でオールバニの電力需要の75%までを供給できる。